# إيلياس علي
إيلياس علي هو صحفي وسياسي ماليزي، ولد في 1939، وتوفي في 10 مارس 2014. نشط حزبياً في المنظمة الوطنية الملايوية المتحدة. وقد انتخب عضو ديوان الرعية ‏.